# Eleições legislativas portuguesas de 1987 no distrito de Santarém
| Eleições legislativas portuguesas de 1987 Distritos: Aveiro \| Beja \| Braga \| Bragança \| Castelo Branco \| Coimbra \| Évora \| Faro \| Guarda \| Leiria \| Lisboa \| Portalegre \| Porto \| Santarém \| Setúbal \| Viana do Castelo \| Vila Real \| Viseu \| Açores \| Madeira \| Estrangeiro |

## Resultados por Concelho
Os resultados nos concelhos do Distrito de Santarém foram os seguintes:

### Abrantes
| Partido                 | Partido                           | Votos  | %               | +/-   |
| ----------------------- | --------------------------------- | ------ | --------------- | ----- |
|                         | Partido Social Democrata          | 11 688 | 41,91 / 100,00  | 21,38 |
|                         | Partido Socialista                | 6 985  | 25,04 / 100,00  | 7,00  |
|                         | Coligação Democrática Unitária    | 3 188  | 11,43 / 100,00  | 3,91  |
|                         | Partido Renovador Democrático     | 2 581  | 9,25 / 100,00   | 22,45 |
|                         | Centro Democrático e Social       | 1 006  | 3,61 / 100,00   | 3,28  |
|                         | União Democrática Popular         | 430    | 1,54 / 100,00   | 0,23  |
|                         | Partido Socialista Revolucionário | 327    | 1,17 / 100,00   | 0,09  |
|                         | Outros                            | 832    | 2,98 / 100,00   |       |
| Votos Inválidos         | Votos Inválidos                   | 854    | 3,06 / 100,00   | 0,22  |
| Total                   | Total                             | 27 891 | 100,00 / 100,00 |       |
| Eleitorado/Participação | Eleitorado/Participação           | 38 879 | 71,74 / 100,00  | 3,47  |

### Alcanena
| Partido                 | Partido                        | Votos  | %               | +/-   |
| ----------------------- | ------------------------------ | ------ | --------------- | ----- |
|                         | Partido Social Democrata       | 4 047  | 46,72 / 100,00  | 17,63 |
|                         | Partido Socialista             | 2 408  | 27,80 / 100,00  | 3,24  |
|                         | Coligação Democrática Unitária | 895    | 10,33 / 100,00  | 4,26  |
|                         | Centro Democrático e Social    | 447    | 5,16 / 100,00   | 7,03  |
|                         | Partido Renovador Democrático  | 375    | 4,33 / 100,00   | 9,55  |
|                         | Outros                         | 280    | 3,23 / 100,00   |       |
| Votos Inválidos         | Votos Inválidos                | 211    | 2,43 / 100,00   | 0,22  |
| Total                   | Total                          | 8 663  | 100,00 / 100,00 |       |
| Eleitorado/Participação | Eleitorado/Participação        | 11 578 | 74,82 / 100,00  | 4,46  |

### Almeirim
| Partido                 | Partido                           | Votos  | %               | +/-   |
| ----------------------- | --------------------------------- | ------ | --------------- | ----- |
|                         | Partido Social Democrata          | 4 431  | 36,85 / 100,00  | 16,01 |
|                         | Partido Socialista                | 3 084  | 25,65 / 100,00  | 6,94  |
|                         | Coligação Democrática Unitária    | 2 222  | 18,48 / 100,00  | 3,29  |
|                         | Partido Renovador Democrático     | 1 256  | 10,45 / 100,00  | 20,02 |
|                         | Centro Democrático e Social       | 271    | 2,25 / 100,00   | 1,61  |
|                         | Partido Socialista Revolucionário | 121    | 1,01 / 100,00   | 0,21  |
|                         | Outros                            | 374    | 3,11 / 100,00   |       |
| Votos Inválidos         | Votos Inválidos                   | 265    | 2,20 / 100,00   | 0,26  |
| Total                   | Total                             | 12 024 | 100,00 / 100,00 |       |
| Eleitorado/Participação | Eleitorado/Participação           | 16 786 | 71,63 / 100,00  | 6,96  |

### Alpiarça
| Partido                 | Partido                         | Votos | %               | +/-   |
| ----------------------- | ------------------------------- | ----- | --------------- | ----- |
|                         | Coligação Democrática Unitária  | 2 453 | 49,68 / 100,00  | 6,12  |
|                         | Partido Social Democrata        | 1 030 | 20,86 / 100,00  | 11,29 |
|                         | Partido Socialista              | 562   | 11,38 / 100,00  | 0,10  |
|                         | Partido Renovador Democrático   | 412   | 8,34 / 100,00   | 6,99  |
|                         | União Democrática Popular       | 70    | 1,42 / 100,00   | 0,21  |
|                         | Centro Democrático e Social     | 64    | 1,30 / 100,00   | 1,05  |
|                         | Movimento Democrático Português | 59    | 1,19 / 100,00   | -     |
|                         | Outros                          | 139   | 2,81 / 100,00   |       |
| Votos Inválidos         | Votos Inválidos                 | 149   | 3,02 / 100,00   | 1,29  |
| Total                   | Total                           | 4 938 | 100,00 / 100,00 |       |
| Eleitorado/Participação | Eleitorado/Participação         | 6 591 | 74,92 / 100,00  | 7,23  |

### Benavente
| Partido                 | Partido                           | Votos  | %               | +/-   |
| ----------------------- | --------------------------------- | ------ | --------------- | ----- |
|                         | Coligação Democrática Unitária    | 2 967  | 32,27 / 100,00  | 5,70  |
|                         | Partido Social Democrata          | 2 925  | 31,82 / 100,00  | 16,75 |
|                         | Partido Socialista                | 1 727  | 18,79 / 100,00  | 1,22  |
|                         | Partido Renovador Democrático     | 664    | 7,22 / 100,00   | 12,16 |
|                         | Centro Democrático e Social       | 245    | 2,67 / 100,00   | 1,36  |
|                         | União Democrática Popular         | 117    | 1,27 / 100,00   | 0,40  |
|                         | Partido Socialista Revolucionário | 99     | 1,08 / 100,00   | 0,05  |
|                         | Outros                            | 238    | 2,60 / 100,00   |       |
| Votos Inválidos         | Votos Inválidos                   | 211    | 2,30 / 100,00   | 0,48  |
| Total                   | Total                             | 9 193  | 100,00 / 100,00 |       |
| Eleitorado/Participação | Eleitorado/Participação           | 13 217 | 69,55 / 100,00  | 10,09 |

### Cartaxo
| Partido                 | Partido                        | Votos  | %               | +/-   |
| ----------------------- | ------------------------------ | ------ | --------------- | ----- |
|                         | Partido Social Democrata       | 4 669  | 36,56 / 100,00  | 18,69 |
|                         | Partido Socialista             | 3 214  | 25,17 / 100,00  | 4,77  |
|                         | Partido Renovador Democrático  | 1 892  | 14,82 / 100,00  | 18,48 |
|                         | Coligação Democrática Unitária | 1 796  | 14,06 / 100,00  | 4,63  |
|                         | Centro Democrático e Social    | 271    | 2,12 / 100,00   | 1,24  |
|                         | União Democrática Popular      | 146    | 1,14 / 100,00   | 0,14  |
|                         | Outros                         | 449    | 3,52 / 100,00   |       |
| Votos Inválidos         | Votos Inválidos                | 333    | 2,61 / 100,00   | 0,07  |
| Total                   | Total                          | 12 770 | 100,00 / 100,00 |       |
| Eleitorado/Participação | Eleitorado/Participação        | 17 403 | 73,38 / 100,00  | 5,50  |

### Chamusca
| Partido                 | Partido                           | Votos  | %               | +/-   |
| ----------------------- | --------------------------------- | ------ | --------------- | ----- |
|                         | Partido Social Democrata          | 2 180  | 29,51 / 100,00  | 15,84 |
|                         | Coligação Democrática Unitária    | 1 783  | 24,14 / 100,00  | 7,30  |
|                         | Partido Socialista                | 1 755  | 23,76 / 100,00  | 9,14  |
|                         | Partido Renovador Democrático     | 719    | 9,73 / 100,00   | 16,32 |
|                         | Centro Democrático e Social       | 277    | 3,75 / 100,00   | 0,93  |
|                         | Partido Socialista Revolucionário | 99     | 1,34 / 100,00   | 0,13  |
|                         | União Democrática Popular         | 87     | 1,18 / 100,00   | 0,03  |
|                         | Partido Comunista (Reconstruído)  | 75     | 1,02 / 100,00   | 0,48  |
|                         | Outros                            | 177    | 2,39 / 100,00   |       |
| Votos Inválidos         | Votos Inválidos                   | 235    | 3,18 / 100,00   | 0,70  |
| Total                   | Total                             | 7 387  | 100,00 / 100,00 |       |
| Eleitorado/Participação | Eleitorado/Participação           | 10 645 | 69,39 / 100,00  | 5,73  |

### Constância
| Partido                 | Partido                           | Votos | %               | +/-   |
| ----------------------- | --------------------------------- | ----- | --------------- | ----- |
|                         | Partido Social Democrata          | 930   | 40,72 / 100,00  | 22,64 |
|                         | Partido Socialista                | 645   | 28,24 / 100,00  | 2,15  |
|                         | Coligação Democrática Unitária    | 234   | 10,25 / 100,00  | 3,51  |
|                         | Partido Renovador Democrático     | 205   | 8,98 / 100,00   | 21,96 |
|                         | Centro Democrático e Social       | 70    | 3,06 / 100,00   | 0,43  |
|                         | Partido Socialista Revolucionário | 31    | 1,36 / 100,00   | 0,13  |
|                         | União Democrática Popular         | 29    | 1,27 / 100,00   | 0,29  |
|                         | Outros                            | 58    | 2,54 / 100,00   |       |
| Votos Inválidos         | Votos Inválidos                   | 82    | 3,59 / 100,00   | 0,64  |
| Total                   | Total                             | 2 284 | 100,00 / 100,00 |       |
| Eleitorado/Participação | Eleitorado/Participação           | 3 130 | 72,97 / 100,00  | 4,47  |

### Coruche
| Partido                 | Partido                        | Votos  | %               | +/-   |
| ----------------------- | ------------------------------ | ------ | --------------- | ----- |
|                         | Coligação Democrática Unitária | 5 308  | 35,47 / 100,00  | 3,48  |
|                         | Partido Social Democrata       | 4 317  | 28,85 / 100,00  | 11,98 |
|                         | Partido Socialista             | 2 347  | 15,68 / 100,00  | 2,49  |
|                         | Partido Renovador Democrático  | 1 674  | 11,19 / 100,00  | 10,02 |
|                         | Centro Democrático e Social    | 415    | 2,77 / 100,00   | 1,46  |
|                         | Outros                         | 561    | 3,75 / 100,00   |       |
| Votos Inválidos         | Votos Inválidos                | 343    | 2,29 / 100,00   | 0,32  |
| Total                   | Total                          | 14 965 | 100,00 / 100,00 |       |
| Eleitorado/Participação | Eleitorado/Participação        | 21 200 | 70,59 / 100,00  | 5,68  |

### Entroncamento
| Partido                 | Partido                        | Votos  | %               | +/-   |
| ----------------------- | ------------------------------ | ------ | --------------- | ----- |
|                         | Partido Social Democrata       | 3 127  | 40,96 / 100,00  | 18,91 |
|                         | Partido Socialista             | 2 238  | 29,31 / 100,00  | 7,49  |
|                         | Partido Renovador Democrático  | 839    | 10,99 / 100,00  | 20,85 |
|                         | Coligação Democrática Unitária | 825    | 10,81 / 100,00  | 3,35  |
|                         | Centro Democrático e Social    | 194    | 2,54 / 100,00   | 2,55  |
|                         | União Democrática Popular      | 91     | 1,19 / 100,00   | 0,38  |
|                         | Outros                         | 178    | 2,34 / 100,00   |       |
| Votos Inválidos         | Votos Inválidos                | 143    | 1,87 / 100,00   | 0,10  |
| Total                   | Total                          | 7 635  | 100,00 / 100,00 |       |
| Eleitorado/Participação | Eleitorado/Participação        | 10 290 | 74,20 / 100,00  | 6,99  |

### Ferreira do Zêzere
| Partido                 | Partido                        | Votos | %               | +/-   |
| ----------------------- | ------------------------------ | ----- | --------------- | ----- |
|                         | Partido Social Democrata       | 4 849 | 72,63 / 100,00  | 23,61 |
|                         | Partido Socialista             | 884   | 13,24 / 100,00  | 1,25  |
|                         | Centro Democrático e Social    | 257   | 3,85 / 100,00   | 8,99  |
|                         | Partido Renovador Democrático  | 134   | 2,01 / 100,00   | 11,56 |
|                         | Partido da Democracia Cristã   | 86    | 1,29 / 100,00   | 0,19  |
|                         | Coligação Democrática Unitária | 85    | 1,27 / 100,00   | 1,51  |
|                         | União Democrática Popular      | 77    | 1,15 / 100,00   | 0,49  |
|                         | Outros                         | 116   | 1,73 / 100,00   |       |
| Votos Inválidos         | Votos Inválidos                | 188   | 2,81 / 100,00   | 0,68  |
| Total                   | Total                          | 6 676 | 100,00 / 100,00 |       |
| Eleitorado/Participação | Eleitorado/Participação        | 9 269 | 72,03 / 100,00  | 2,33  |

### Golegã
| Partido                 | Partido                           | Votos | %               | +/-   |
| ----------------------- | --------------------------------- | ----- | --------------- | ----- |
|                         | Partido Social Democrata          | 1 189 | 33,64 / 100,00  | 16,24 |
|                         | Partido Socialista                | 727   | 20,57 / 100,00  | 6,95  |
|                         | Coligação Democrática Unitária    | 692   | 19,58 / 100,00  | 6,61  |
|                         | Partido Renovador Democrático     | 516   | 14,60 / 100,00  | 18,14 |
|                         | Centro Democrático e Social       | 143   | 4,05 / 100,00   | 1,04  |
|                         | Partido Socialista Revolucionário | 49    | 1,39 / 100,00   | 0,89  |
|                         | Outros                            | 155   | 4,39 / 100,00   |       |
| Votos Inválidos         | Votos Inválidos                   | 63    | 1,78 / 100,00   | 0,11  |
| Total                   | Total                             | 3 534 | 100,00 / 100,00 |       |
| Eleitorado/Participação | Eleitorado/Participação           | 4 664 | 75,77 / 100,00  | 6,82  |

### Mação
| Partido                 | Partido                        | Votos | %               | +/-   |
| ----------------------- | ------------------------------ | ----- | --------------- | ----- |
|                         | Partido Social Democrata       | 4 773 | 62,96 / 100,00  | 20,24 |
|                         | Partido Socialista             | 1 393 | 18,37 / 100,00  | 0,20  |
|                         | Centro Democrático e Social    | 352   | 4,64 / 100,00   | 6,69  |
|                         | Coligação Democrática Unitária | 246   | 3,24 / 100,00   | 1,70  |
|                         | Partido Renovador Democrático  | 225   | 2,97 / 100,00   | 12,69 |
|                         | União Democrática Popular      | 79    | 1,04 / 100,00   | 0,06  |
|                         | Outros                         | 281   | 3,71 / 100,00   |       |
| Votos Inválidos         | Votos Inválidos                | 232   | 3,06 / 100,00   | 0,15  |
| Total                   | Total                          | 7 581 | 100,00 / 100,00 |       |
| Eleitorado/Participação | Eleitorado/Participação        | 9 972 | 76,02 / 100,00  | 1,13  |

### Ourém
| Partido                 | Partido                        | Votos  | %               | +/-   |
| ----------------------- | ------------------------------ | ------ | --------------- | ----- |
|                         | Partido Social Democrata       | 19 248 | 77,41 / 100,00  | 21,27 |
|                         | Partido Socialista             | 2 270  | 9,13 / 100,00   | 2,25  |
|                         | Centro Democrático e Social    | 1 548  | 6,23 / 100,00   | 12,93 |
|                         | Coligação Democrática Unitária | 291    | 1,17 / 100,00   | 0,75  |
|                         | Partido da Democracia Cristã   | 291    | 1,17 / 100,00   | 0,24  |
|                         | Partido Renovador Democrático  | 268    | 1,08 / 100,00   | 6,03  |
|                         | Outros                         | 367    | 1,48 / 100,00   |       |
| Votos Inválidos         | Votos Inválidos                | 581    | 2,33 / 100,00   | 0,31  |
| Total                   | Total                          | 24 864 | 100,00 / 100,00 |       |
| Eleitorado/Participação | Eleitorado/Participação        | 32 753 | 75,91 / 100,00  | 1,51  |

### Rio Maior
| Partido                 | Partido                        | Votos  | %               | +/-   |
| ----------------------- | ------------------------------ | ------ | --------------- | ----- |
|                         | Partido Social Democrata       | 8 200  | 67,15 / 100,00  | 23,15 |
|                         | Partido Socialista             | 2 246  | 18,39 / 100,00  | 5,62  |
|                         | Centro Democrático e Social    | 508    | 4,16 / 100,00   | 4,96  |
|                         | Coligação Democrática Unitária | 363    | 2,97 / 100,00   | 1,45  |
|                         | Partido Renovador Democrático  | 291    | 2,38 / 100,00   | 11,48 |
|                         | Outros                         | 358    | 2,94 / 100,00   |       |
| Votos Inválidos         | Votos Inválidos                | 245    | 2,00 / 100,00   | 0,05  |
| Total                   | Total                          | 12 211 | 100,00 / 100,00 |       |
| Eleitorado/Participação | Eleitorado/Participação        | 16 205 | 75,35 / 100,00  | 0,04  |

### Salvaterra de Magos
| Partido                 | Partido                           | Votos  | %               | +/-   |
| ----------------------- | --------------------------------- | ------ | --------------- | ----- |
|                         | Partido Social Democrata          | 3 508  | 36,50 / 100,00  | 20,38 |
|                         | Partido Socialista                | 2 447  | 25,46 / 100,00  | 5,00  |
|                         | Coligação Democrática Unitária    | 1 639  | 17,06 / 100,00  | 5,63  |
|                         | Partido Renovador Democrático     | 1 037  | 10,79 / 100,00  | 21,42 |
|                         | Centro Democrático e Social       | 228    | 2,37 / 100,00   | 0,02  |
|                         | União Democrática Popular         | 110    | 1,14 / 100,00   | 0,04  |
|                         | Partido Socialista Revolucionário | 103    | 1,07 / 100,00   | 0,07  |
|                         | Outros                            | 279    | 2,90 / 100,00   |       |
| Votos Inválidos         | Votos Inválidos                   | 259    | 2,69 / 100,00   | 0,46  |
| Total                   | Total                             | 9 610  | 100,00 / 100,00 |       |
| Eleitorado/Participação | Eleitorado/Participação           | 14 737 | 65,21 / 100,00  | 6,68  |

### Santarém
| Partido                 | Partido                        | Votos  | %               | +/-   |
| ----------------------- | ------------------------------ | ------ | --------------- | ----- |
|                         | Partido Social Democrata       | 17 142 | 44,81 / 100,00  | 18,00 |
|                         | Partido Socialista             | 10 376 | 27,12 / 100,00  | 4,59  |
|                         | Coligação Democrática Unitária | 4 284  | 11,20 / 100,00  | 3,56  |
|                         | Partido Renovador Democrático  | 2 788  | 7,29 / 100,00   | 17,73 |
|                         | Centro Democrático e Social    | 1 213  | 3,17 / 100,00   | 2,50  |
|                         | Outros                         | 1 524  | 3,97 / 100,00   |       |
| Votos Inválidos         | Votos Inválidos                | 926    | 2,42 / 100,00   | 0,20  |
| Total                   | Total                          | 38 253 | 100,00 / 100,00 |       |
| Eleitorado/Participação | Eleitorado/Participação        | 51 746 | 73,92 / 100,00  | 3,75  |

### Sardoal
| Partido                 | Partido                        | Votos | %               | +/-   |
| ----------------------- | ------------------------------ | ----- | --------------- | ----- |
|                         | Partido Social Democrata       | 1 671 | 55,08 / 100,00  | 30,78 |
|                         | Partido Socialista             | 651   | 21,46 / 100,00  | 0,47  |
|                         | Partido Renovador Democrático  | 183   | 6,03 / 100,00   | 16,85 |
|                         | Centro Democrático e Social    | 124   | 4,09 / 100,00   | 10,70 |
|                         | Coligação Democrática Unitária | 117   | 3,86 / 100,00   | 2,47  |
|                         | Partido da Democracia Cristã   | 41    | 1,35 / 100,00   | 0,44  |
|                         | União Democrática Popular      | 34    | 1,12 / 100,00   | 0,45  |
|                         | Outros                         | 67    | 2,21 / 100,00   |       |
| Votos Inválidos         | Votos Inválidos                | 146   | 4,81 / 100,00   | 0,29  |
| Total                   | Total                          | 3 034 | 100,00 / 100,00 |       |
| Eleitorado/Participação | Eleitorado/Participação        | 3 924 | 77,32 / 100,00  | 2,30  |

### Tomar
| Partido                 | Partido                        | Votos  | %               | +/-   |
| ----------------------- | ------------------------------ | ------ | --------------- | ----- |
|                         | Partido Social Democrata       | 15 811 | 58,11 / 100,00  | 24,99 |
|                         | Partido Socialista             | 5 581  | 20,51 / 100,00  | 2,47  |
|                         | Partido Renovador Democrático  | 1 443  | 5,30 / 100,00   | 19,00 |
|                         | Coligação Democrática Unitária | 1 341  | 4,93 / 100,00   | 2,32  |
|                         | Centro Democrático e Social    | 1 116  | 4,10 / 100,00   | 6,57  |
|                         | União Democrática Popular      | 273    | 1,00 / 100,00   | 0,01  |
|                         | Outros                         | 845    | 3,11 / 100,00   |       |
| Votos Inválidos         | Votos Inválidos                | 799    | 2,93 / 100,00   | 0,19  |
| Total                   | Total                          | 27 209 | 100,00 / 100,00 |       |
| Eleitorado/Participação | Eleitorado/Participação        | 37 815 | 71,95 / 100,00  | 2,35  |

### Torres Novas
| Partido                 | Partido                        | Votos  | %               | +/-   |
| ----------------------- | ------------------------------ | ------ | --------------- | ----- |
|                         | Partido Social Democrata       | 10 058 | 46,19 / 100,00  | 19,64 |
|                         | Partido Socialista             | 5 236  | 24,04 / 100,00  | 5,93  |
|                         | Coligação Democrática Unitária | 2 604  | 11,96 / 100,00  | 3,91  |
|                         | Partido Renovador Democrático  | 1 510  | 6,93 / 100,00   | 19,65 |
|                         | Centro Democrático e Social    | 687    | 3,15 / 100,00   | 2,89  |
|                         | União Democrática Popular      | 274    | 1,26 / 100,00   | 0,27  |
|                         | Partido da Democracia Cristã   | 221    | 1,01 / 100,00   | 0,30  |
|                         | Outros                         | 581    | 2,67 / 100,00   |       |
| Votos Inválidos         | Votos Inválidos                | 605    | 2,78 / 100,00   | 0,07  |
| Total                   | Total                          | 21 776 | 100,00 / 100,00 |       |
| Eleitorado/Participação | Eleitorado/Participação        | 30 783 | 70,74 / 100,00  | 4,76  |

### Vila Nova da Barquinha
| Partido                 | Partido                        | Votos | %               | +/-   |
| ----------------------- | ------------------------------ | ----- | --------------- | ----- |
|                         | Partido Social Democrata       | 2 077 | 44,26 / 100,00  | 26,09 |
|                         | Partido Socialista             | 1 171 | 24,95 / 100,00  | 6,32  |
|                         | Partido Renovador Democrático  | 580   | 12,36 / 100,00  | 26,61 |
|                         | Coligação Democrática Unitária | 407   | 8,67 / 100,00   | 3,09  |
|                         | Centro Democrático e Social    | 136   | 2,90 / 100,00   | 1,93  |
|                         | União Democrática Popular      | 76    | 1,62 / 100,00   | 0,84  |
|                         | Outros                         | 136   | 2,89 / 100,00   |       |
| Votos Inválidos         | Votos Inválidos                | 110   | 2,35 / 100,00   | 0,11  |
| Total                   | Total                          | 4 693 | 100,00 / 100,00 |       |
| Eleitorado/Participação | Eleitorado/Participação        | 6 340 | 74,02 / 100,00  | 5,84  |